# ينز أودجارد
ينز أودجارد (بالدنماركية: Jens Odgaard)‏ (31 مارس 1999 في الدنمارك - ) هو لاعب كرة قدم دانمركي في مركز الهجوم. لعب مع إنتر ميلان.

## روابط خارجية
- ينز أودجارد على موقع الاتحاد الأوربي (الإنجليزية)
- ينز أودجارد على موقع قاعدة بيانات كرة القدم.إي يو (الإنجليزية)
- ينز أودجارد على موقع Soccerway.com (الإنجليزية)
- ينز أودجارد على موقع عالم كرة القدم.نت (الإنجليزية)